# Tiromancino
Tiromancino est un groupe de pop italien fondé en 1989 par Federico Zampaglione . Le groupé a  édité 13 albums.
Leur musique est un mélange de folk et d'electronica .

## Histoire
Sa discographie comprend huit albums, dont sept en studio et un autre en compilation.
Sa musique est un subtil mélange de folk et d’électronique caractérisé dans ses débuts par une sonorité marquée de guitares acoustiques devenant progressivement une fusion sophistiquée d'éléments électroniques et acoustiques qui donnent un résultat psychédélique.
Le chanteur et auteur du groupe Federico Zampaglione  est le fils d'un poète italien.Les paroles de ces chansons témoignent d'une maturité et d'une sensibilité inhabituelles dans la musique du genre produite en Italie. En fait, Zampaglione a introduit la poésie de son père dans sa musique.

## Discographie partielle
- 1992 : Tiromancyno
- 1994 : Insisto
- 1995 : Alone Alieno
- 1997 : Rosa spinto
- 2000 : La descrizione di un attimo
- 2002 : In continuo movimento
- 2004 : Illusioni parallele
- 2005 : 95-05 (greatest hits)
- 2007 : L'alba di domani
- 2008 : Il suono dei chilometri (live)
- 2010 : L'Essenziale
- 2014 : Indagine su un sentimento
- 2016 : Nel respiro del mondo
- 2018 : Fino a qui
- 2019 : Vento del sud[4].